# Beatrice City Library
La biblioteca de la ciudad de Beatrice, ubicada en 220 N. 5th St. en Beatrice, Nebraska, fue construida entre 1902-1903 y se inauguró el 1 de enero de 1904.  Fue incluido en el Registro Nacional de Lugares Históricos en 1976. 
Diseñado por el arquitecto George A. Berlinghof, que entonces residía en Beatrice, tiene un estilo Beaux Arts. 
La creación de la biblioteca fue la culminación del esfuerzo del Beatrice Literary Club, fundado en 1890, que se basó en los esfuerzos del grupo local Woman's Christian Temperance Union que estableció una biblioteca circulante.